# 稲垣柊
稲垣 柊（いながきしゅう、2000年1月29日－）は、日本のプロキックボクサー、K-1選手。血液型A型。埼玉県さいたま市出身。K-1GYM OMIYA チームレオン。大宮東高校体育科卒業。

## 来歴
2003年、3歳から極真館で極真空手を始める。幼稚園の卒業式で、将来の夢は空手の世界チャンピオンと書く。2005年、5歳　関東大会初優勝を果たす。
翌2006年、6歳　小学校1年生の時に全日本大会優勝。空手の稽古に加え、父と毎日筋トレを行う（腕立て・腹筋・背筋・スクワットを50回✕2セット）加えて、柔軟体操を行う。本人いわく「楽なものではなく、泣いても柔らかくなるまで毎日やっていた」当時の父の印象はただ怖いだけだった。試合の大会でも空手の先生と父に怒られないかと考え試合をしていた。またプロテインも飲み始めたが当初は飲み慣れていなかったこともあり、苦手だった。今振り返れば当時の筋トレやプロテインが礎になっていたので感謝している。2007年、7歳　小学校2年生、全日本大会準優勝。二連覇目前だったが決勝戦で破れてしまう。
同年、極真空手の世界選手権に二年生代表として選ばれるが、開催地がロシアであり、国際情勢から参加できずに終わってしまった。
今振り返れば、世界選手権に参加したかった。
2008年、8歳　小学3年生、全日本大会3位、K-4準優勝。
K-4という新空手大会に兄、澪と出場するようになる。
初出場であったが、準優勝という結果を残す。
関東大会優勝5回、全日本大会優勝1回。
2009年、9歳　全日本大会3位、K-4準優勝。
2010年、小学4年生、10歳　M-1 30キロ級チャンピオン【ムエタイ】、関東大会は5回優勝。小学4年生で、一旦空手道場を辞め、ウィラサクレックフェアテックジム蕨というムエタイジムに通い始める。初めてのムエタイの大会では敗北。2戦目で初勝利を飾る。M-1ムエタイチャレンジ30Kg級チャンピオンになる。
「空手では全日本大会優勝を経験できたが、優勝経験が少なかったのでムエタイでチャンピオンベルトを獲得できたことが本当に嬉しかった」
2011年、小学5年生となり、階級を35Kg級へ上げる。タイトルを狙うも獲得ならず。M-1チャレンジでは、那須川天心選手、平本蓮選手、伊藤紗弥選手、小笠原瑛作選手、パワーオブドリームなども同じ大会に出場していた。
2012年、小学6年生で一旦格闘から離れる。

### バレーボールとの出会い
2013年、中学1年生となり、母、兄の影響でバレーボールを始める。
中学時代は3年間バレーボールに没頭するが県大会出場という結果で終了する。
2016年、高校はバレーボール推薦で埼玉県立大宮東高校体育科に進学。
1年時からバレーボールでレギュラーを勝ち取り、試合に出場する。
2017年、高校2年生、大宮東高校は6年ぶりの関東大会に出場する。
同年、夏にはビーチバレーボールの練習もはじまり、埼玉予選を勝ち抜き、ビーチバレーボールの全国大会に埼玉代表として出場。全国ベスト16という結果を残す。
2018年、高校3年生になり、2年連続となる関東大会出場を果たし、
バレーボール体育科全国大会では3位入賞。ビーチバレーボール埼玉県予選では2位に、2年連続の全国大会は達成できなかった。

### 高校卒業後、そして格闘技へ復帰
大宮東高校卒業後は進学はせず、K-1を運営しているM-1スポーツメディアへ就職。6年ぶりに格闘技へ復帰を果たす。
K-1wgp、Krush,KHAOSを運営に携わっていく内に、再び格闘技をやりたい気持ちが蘇る。
2018年、11月、K-1ファイターになりたいと会社に申し出て、退社。
2019年1月、2月は7年のブランクを取り戻すために徹底的に基礎からトレーニングをやり始める。
まだアマチュア大会にも出ていなかったが、多くのジムが受けれ入れてくれて出稽古にも参加させていただいた。
【K-1ジム横浜、K-1ジム川口、K-1ジム総本部ポゴナ・クラブジム】
2019年3月24日、自身は7年ぶりとなるK-1アマチュア大会に出場。
65Kg級トーナメントに出場を果たす。4試合出場し、うち2試合KO勝ちをして優勝。MVPを獲得する。
同年、3月28日、格闘代理戦争トライアウトを受ける。この時、65Kgまで減量していたが、更に3日間で5Kgの減量に成功し、出場。トライアウトに合格し、300名の応募者からの書類審査、実技審査を終え、絞られた24名に入る。
芦澤一家としてAbemaTV格闘代理戦争4thseasonに出場。
同年、4月AbemaTV格闘代理戦争一回戦久保ファミリー【久保優太率いる】と対戦。
一回戦は先方として出場し、KO勝ち。つづく次鋒戦では判定で敗北。
チームも一回戦敗北となる。
6月、AbemaTV格闘代理戦争決勝戦スペシャルマッチ。スペシャルマッチでは一回戦敗退の芦澤一家と木村組【木村フィリップミノル率いる】との対決。
足の怪我のため欠場する。チームも敗退する。
7月、格闘代理戦争4thseasonでは6チームが結成される。各チームの中で最も実力が認められた選手が選ばれた。【優勝チームのたけるチームからは2名、合計7名が選ばれる】
9月27日、プロデビュー戦に向けての会見が行われる。
芦澤一家代表として選ばれ、兄の稲垣澪【K-1ジム大宮チームレオン】対山下和希【K-1ジム相模原KREST】が決定する。
階級はキックボクシングルールのライト級で62.5Kg.
8月、プロデビュー戦に向け早い段階で減量を開始。徐々に体重を落としていくようにする。
9月27日、K-1KHAOS・NIGHT9でプロデビューを果たす。
結果は1ラウンドKO勝ち。
【プロデビューが決まり、走り込んでいたので体力には不安はなかった。いつも通りの動きができた。プロデビュー戦をKO勝ちで飾れてよかった】
10月中旬、2戦目のVS瓦田戦が決定。2戦目では、まれであるが、Krush本戦という舞台での試合となる。会見も行われる。
10月下旬、2戦目直前に練習で利き足の甲を損傷。
11月、足の甲の怪我が完治せず蹴りの練習や試合に向けての走り込み、ランニングができない状態となる。
2戦目に向けて不安は広がり、ボクシングの練習をしながらも怪我の完治への願いが募っていった。
12月、試合一週間前にようやく足の甲の怪我が治る。蹴りの練習も再開する。
追い込み練習は行えたが、走り込みができなかった不安は拭えなかった。
12月15日2戦目
VS瓦田　後楽園ホール
1ラウンド目序盤
膝と左ストレートが相手の顔面を捉える。
体力の不安もあり、ペースを上げてしまう無茶な戦いをしてしまった。そして1撃のカウンターをもらい、KO負け。
【試合中、はやく倒さなきゃ、という焦りがあった。いつもの冷静な試合展開ができなかった。自身のフィジカル強化という目標ができた】
2020年1月、次回の試合は未定だが、次の試合に向けて猛練習中。

## 人物・エピソード
兄澪（稲垣澪）とは、小学生の頃は毎日喧嘩をしていた。大抵の喧嘩の原因は自分にあったと今は反省している。いつか兄より強くなって見返してやろうと、空手の練習への励みになったので今では感謝している。
小学3年生からK-4という大会に出業していたが、兄の澪が強くて兄が優勝することが多かった。自分は準優勝や3位止まりだったのがとても悔しかった。その経験が負けん気を育てたと思う。
大宮東高校では埼玉県で唯一体育科のある高校で、週7日は体育の授業があった。
金曜日の5,6次元目は自分が所属しチエル部活の練習をするというのが体育科ならではだった。部活強化に特化した高校に進学できてよかったと思う。
2019年に出場した格闘代理戦争のための減量を振り返り
「格闘家の減量とはここまで辛いものなのかと実感」大会前日は一睡もできず、28日試合当日は水抜きで声が出なかった。最後は根性で減量を果たす。
2分の1ラウンドのスパーリングでは足がつるハプニングがあったもののトライアウトに合格。

## 戦績
戦績：12戦11勝1敗6KO/
獲得タイトル
第9代Krushスーパーライト級王者